# ロール・マナドゥ
ロール・マナドゥ（Laure Manaudou, 1986年10月9日 - ）は、フランスの競泳選手。アテネオリンピック400メートル自由形金メダリストで元世界記録保持者。父親はフランス人、母親はオランダ人。ロンドンオリンピック50m自由形金メダリストのフローラン・マナドゥは弟。フランス語の発音は[lɔʁ manodu]でマノドゥのほうが近い。

## 経歴
アテネオリンピック競泳女子400メートル自由形においてフランス女子競泳初の五輪金メダルを獲得。同800メートル自由形でも大本命と見られていたものの、後半過ぎの600m辺りから急激にペースダウン、最後のあと50mのターン付近で日本の柴田亜衣にかわされ、銀メダル獲得に。同100メートル背泳ぎでは銅メダルを獲得し、五輪での一大会3つのメダルは1948年ロンドンオリンピック陸上競技でのミシュリーヌ・オステルメイヤー以来、フランス女子では二人目である。
2006年5月12日、フランス選手権女子400メートル自由形では世界新の4分3秒03をたたき出し、アメリカのジャネット・エバンスが1988年ソウルオリンピックの決勝で記録した世界記録4分3秒85という女子競泳五輪実施種目最古の世界記録を18年ぶりに更新。同年8月6日ブダペストで行われた欧州選手権においても4分2秒13で優勝、自らの世界記録を0秒90更新した。同大会では800m自由形、200m個人メドレー、100mの背泳ぎでも優勝している。
2007年3月メルボルンでの世界水泳選手権では100メートル背泳ぎはナタリー・コーグリンに、800メートル自由形はケイト・ジーグラーに破れ銀メダルに終わるも、400メートル自由形を大会記録で、そして200メートル自由形を1分55秒52の世界記録で制し、北京オリンピックの金メダル最右翼の1人とされた。国内での人気も沸騰、ファッション関連企業とスポンサー契約を結び、テレビ出演、雑誌のグラビアを頻繁に飾った。
2007年5月9日には練習拠点をイタリアに移すと発表したが、仏伊両水泳連盟との軋轢、元恋人のイタリア人の競泳選手ルカ・マリンとの破局、彼女のものではないかと報道されるヌード写真が流出（マナドゥ、マリンの二人とも否定）、コーチらとの確執などのトラブルに見舞われた。
北京オリンピックでは、マナドゥは400m自由形に出場したが、精彩を欠くレースで8位に終わった。また、自身が出場しない200m自由形でフェデリカ・ペレグリニに世界記録を塗り替えられた。100m背泳ぎで7位、200m背泳ぎで準決勝敗退に終わりメダルの獲得はならなかった。
北京オリンピック終了後、練習拠点をマルセイユにすることを発表した。
2009年はローマ世界選手権などの出場を見送り休養した。同年10月に22歳で現役引退を発表した。
引退後は映画にゲスト出演などの活動を行った。
2010年4月2日、恋人でフランス人競泳選手フレデリク・ブスケとの間に女児マノンを出産。
2010年10月、2011年7月以降に競技への復帰を目指していることを明らかにした。
2012年、ロンドンオリンピックの出場権を獲得。100mと200m背泳ぎに出場したが、共に予選落ちした。2012年限りで再び現役を引退した。

## 自己ベスト
| 種目        | タイム    | 備考                       |
| ----------- | --------- | -------------------------- |
| 200m 自由形 | 1分55秒52 | 2007年世界水泳選手権       |
| 400m 自由形 | 4分02秒13 | 2006年ヨーロッパ水泳選手権 |
| 800m 自由形 | 8分18秒80 | 2007年世界水泳選手権       |
| 100m 背泳ぎ | 59秒50    | 2008年                     |
| 200m 背泳ぎ | 2分06秒64 | 2008年                     |